# Етрурска митологија
Етрурска митологија (расенска митологија) је била заступљена на тлу које су некад настањивали Етрурци (Расени; северни део данашње Италије), народ непознатог порекла, који се након експанзије римске државе нашао под њеним оквиром. Под утицајем низа историјских збивања она је и те како имала утицала на идеолошки развој племена и народа настањених на Апенинском полуострву, између осталог и на Латине окупљене око Рима.
Из Етрурије су били позајмљени култови многих римских божанстава, сакрални календар, свештеничка организција, систем прорицања итд. Стога нимало не зачуђује чињеница да су многа божанства „римског пантеона“ у ствари преузета од овог, у сваком погледу, далеко напреднијег народа.
До данас је, нажалост, преостало врло мало текстова исписаних на етрурском језику. Све у свему, то су два краћа, недовршена записа, а једино је нешто обимнија колекција заветних натписа. Сам по себи, етрурски језик је врло тешко за разумети. Радови ранијих латинских писаца, који су се бавили остацима етрурске религије, засигурно би олакшали посао лингвиста при попуњавању многих празнина, али пошто ни они нису сачувани, то цео задатак у разоткривању питања: ко су били Етрурци? чини још компликованијим.
Оно што на неки начин чини етрурску религију посебнијом у односу на религије осталих напреднијих народа, јесте присуство најразличитијих демона, чија је улога највероватније била да прате смртника на путу ка подземљу. Два оваква демона — Карун (Charu) и Вант (Vanth) — често се могу видети (мада не и увек) у пару, како стоје са обе стране покојника или особе којој је се живот ближи крају. Примера ради, навешћемо сцену у којој је приказан данајски јунак Ахил како жртвује заробљеног Тројанца.